# James Thomson (poeta escocés)
James Thomson (Ednam, Roxburghshire, 11 de septiembre de 1700-Richmond, Londres, 27 de agosto de 1748) fue un poeta y dramaturgo escocés.

## Biografía
Hijo de un pastor presbiteriano y destinado al estado eclesiástico, estudió en la Universidad de Edimburgo. Siendo estudiante, publicó sus primeros poemas, sobre el Jed Valley donde había crecido. Aunque completó los estudios, ya había sido atraído irremisiblemente por las letras dentro del grupo literario de Edimburgo llamado Club grotesco, donde conoció a su amigo de toda la vida David Mallet; renunció a ser clérigo y en 1725 marchó a Londres, al igual que su amigo Mallet, y allí se ganó la vida enseñando en una academia y como preceptor privado y se puso a escribir. En 1726, y coincidiendo con la muerte de su madre, publicó "Invierno", la primera parte de su famoso poema The Seasons / Las estaciones, que lo sacó del anonimato y tuvo una segunda edición en ese mismo año ampliada y corregida. Luego viajó por Europa durante dos años como tutor de un joven noble que hacía su grand tour de fin de estudios, en especial por Italia; los contactos de sus prestigiosos pupilos le facilitaron tomar el puesto de secretario de la cancillería y se instaló en Richmond (Londres). Obtuvo en 1738 una pensión de 100 libras esterlinas y fue nombrado intendente de las Islas de Sotavento.
Pertenece a la escuela escocesa y dentro de ella es uno de los poetas más inspirados. En su lírica, describe el paisaje que lo rodea, así como los sentimientos humanos. Su obra más destacada es el poema «Las Estaciones» («The Seasons») (1730), en el que describe en verso libre cada estación y las evocaciones sentimentales y filosóficas que le sugieren. Están dedicadas a George Lyttelton. Una disputa sobre los derechos de publicación de esta obra originó dos importantes decisiones legales en la historia de los derechos de autor: Millar v. Taylor y Donaldson v. Beckett. Escribió también otro extenso poema autobiográfico, El castillo de la indolencia, donde refiere los años tranquilos de su retiro en Richmond (Londres). Es el autor de la letra del himno patriótico Rule, Britannia!.

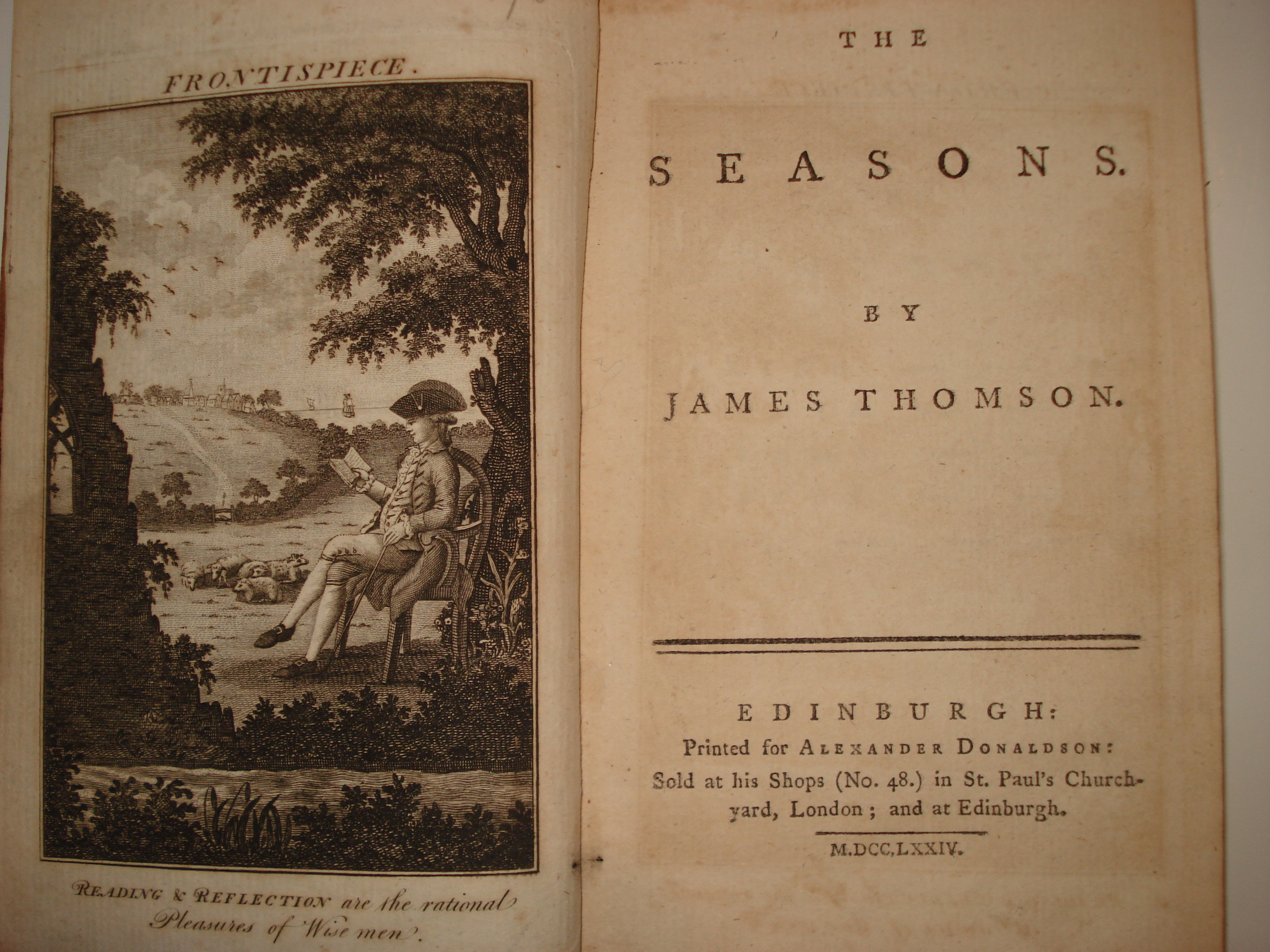
Imagen de la portada original del poema The Seasons de James Thomson en la edición de Alexander Donaldson en 1774

## Obras

### Poemas didácticos
- Las estaciones, 1726-1730
  - El invierno, 1726.
  - El verano, 1727.
  - La primavera, 1728.
  - Las estaciones (1730), completo.
- La libertad, hacia 1733
- El castillo de Indolencia, 1745.

### Teatro
- Sofonisba, 1729, tragedia
- Agamenón, 1738, tragedia.
- Tancredo y Segismundo, 1745, tragedia.
- Con David Mallet, Alfred, 1740, mascarada.

### Poemas
- Un poema a la memoria de Sir Isaac Newton, 1727.
- Poemas diversos